# Джунаид-хан
Джунаид-хан (Мухаммед-Курбан Сердар) (туркм. Jüneýt han; 1857 — 1938) — фактический (последний) правитель Государства Хорезм c 1918 по 1920 годы, один из руководителей освободительного движения в Хорезме и Туркменистане. По национальности туркмен из племени йомудов.

## Биография до 1917 года
Родился в 1857, по другим данным в 1862 году. Отец — Ходжи-бай, авторитет йомудского (туркменского) племени джунаид, зажиточный человек. Сам Мухаммед-Курбан также пользовался авторитетом, что позволило ему стать вначале кази (судьёй) аула, затем распорядителем воды (мирабом).
В начале 1912 года возглавил отряд в пустыне Каракумы, получив прозвище «сердар» (от перс. «سردار»‎ — «глава; руководитель; начальник»).
В 1912—1913 годах когда хивинский хан Асфандияр-хан предпринял карательный поход на туркмен Тахтинского района, Джунаид-хан стал одним из руководителей сопротивления. В отместку он разграбил узбекские кишлаки в Ташаузском и Ильялинском бекствах.

## Приход к власти в Хиве
В сентябре 1917 года после свержения правительства младохивинцев, выступавших за реформы и ограничение власти хана, Мухаммед-Курбан Сердар приезжает в Хиву. Объединив враждовавшие прежде туркменские племена и установив близкие отношения с полковником Иваном Зайцевым, главой отряда, присланного в Хиву Временным правительством России, он стал одним из самых влиятельных людей в ханстве.
В январе 1918 года правитель Хивы Асфандияр-хан назначает Мухаммеда-Курбана командующим вооружёнными силами ханства, присвоив ему титул «сердар-карим» («благородный начальник»). После ухода из Хивы отряда Зайцева отбивать Ташкент от большевиков и левых эсеров, отряд Джунаид-хана, насчитывавший около 1600 всадников, становится главной военной силой в ханстве.
Разбив и изгнав к середине сентября 1918 года своих основных врагов в Хивинском ханстве — туркменских вождей Кошмамед-хана, Гулям-али, Шамурада-бахши, — Мухаммед-Курбан фактически становится правителем Хивы.
В марте 1918 года Эши-хан, сын Джунаид-хана, по приказу отца организует убийство Асфандияр-хана в его дворце Нуриллабой, на престол был возведён дядя  убитого Саид Абдулла Тюре. Мухаммед-Курбан фактически становится единовластным правителем Хивинского ханства, игнорируя номинально правившего Саида Абдуллу Тюре.

## Первая война против советской власти в Туркестане
Одновременно с этим Джунаид-хан готовится к войне против Туркестанской советской республики. 20 сентября он, вопреки своим обещаниям, захватил и разграбил город Новоургенч, арестовав там 50 семей русских рабочих и служащих. Исполнительный комитет Совета города Петроалександровск (ныне Турткуль), центр Амударьинского отдела Сырдарьинской области) потребовал освободить арестованных и вернуть разграбленное имущество. 30 сентября Джунаид-хан, ещё не закончивший приготовлений к войне, освобождает арестованных, не вернув при этом захваченное имущество.
24 ноября Джунаид-хан, сумев собрать до 4000 всадников и 6000 так называемых «олджинцев» («трофейщиков»), осадил Петроалександровск. Осада продолжалась 11 дней. 3 декабря, отбив 7 атак, защитники города, получив помощь из Чарджоу (отряды из 180 рабочих-железнодорожников и 90 интернационалистов), перешли в контрнаступление. Войска Джунаид-хана отступили в сторону Шаббаза (ныне Беруни), потеряв во время осады и отступления только убитыми 1 700 человек.  В то же время хивинским отрядам при помощи казачьих сотен эсера В. П. Коноплёва, штабс-капитана царской армии, удалось захватить города Чимбай и Нукус Амударьинского отдела (ныне это города Каракалпакстана, автономии в составе Узбекистана). Совместными усилиями хивинцы и казаки смогли остановить наступление красных, но лишь на время. Недовольные неудачной войной Мухаммеда-Курбана начинают покидать туркменские курбаши, к тому же возвращается его враг Кош-Мамед-хан, возобновивший борьбу и заручившийся поддержкой красных. После этого Джунаид-хан решил прекратить войну. 4 апреля 1919 года после двухдневных переговоров в своей ставке в крепости Тахта (ныне Гёроглы) Мухаммед-Курбан подписал мирный договор, который в мае был ратифицирован хивинским ханом Саид-Абдуллой и ТурЦИК. Согласно договору стороны прекращали военные действия, а правительство Туркестана признавало независимость Хивы.

## Вторая война против советской власти
Несмотря на мирный договор Джунаид-хан не собирался прекращать войну с советской властью в Туркестане. В июне 1919 года он оказал военную помощь уральским казакам и каракалпакам, поднявшим антисоветское восстание в Амударьинском отделе. Атаман заирских казаков Фильчев, чья сотня при поддержке басмачей заняла всю северную часть Амударьинского отдела — Чимбай, Нукус, Заир, о-в Муйнак, создал правительство, которое тут же было признано Хивой.
В сентябре 1919 года Джунаид-хан устанавливает прямую связь с правительством Колчака. Мухаммед-Курбан начинает готовить совместный с бухарским эмиром и Фильчевым поход с целью полного захвата Амударьинского отдела. В октябре 1919 года в Хиву добралась военная миссия колчаковцев под началом полковника Худякова. На помощь Джунаид-хану прибывает 130 казаков и 8 офицеров, доставившие с собой 1 500 трехлинейных винтовок, одно скорострельное орудие, 500 снарядов, 9 пулеметов, свыше 1 млн патронов.
К ноябрю 1919 года Джунаид-хану удаётся собрать не менее 15 тыс. вооружённых всадников, к которым должны были присоединиться отряды атамана Фильчева и курбаши Хан-Максума.

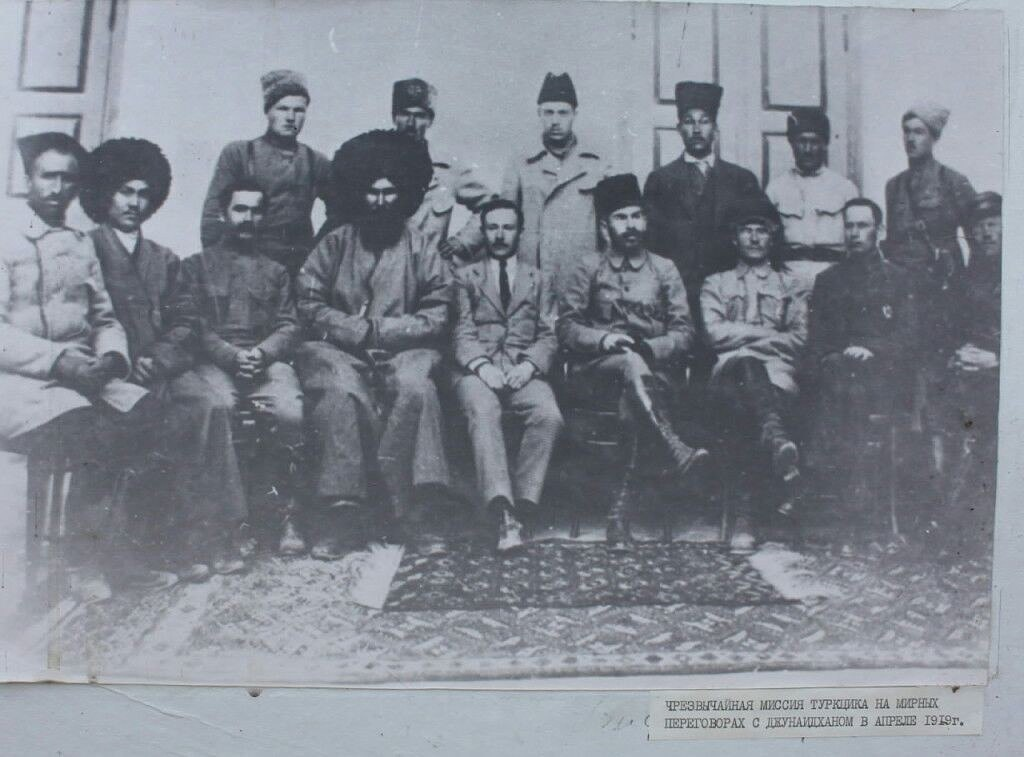
Мирные переговоры чрезвычайной миссии ТуркЦИКа с Джунаид-ханом в апреле 1919 года. Четвертый слева в первом ряду — Джунаид-хан.

В начале ноября 1919 года отряды Фильчева и Хан-Максума при поддержке хивинцев захватили Нукус. Одновременно Джунаид-хан сосредоточил на левом берегу Амударьи отряд в 1000 всадников, готовых переправиться на правый берег реки для нападения на Петроалександровск. В это же время часть туркменских родо-племенных вождей возобновили борьбу против Джунаид-хана, а в Хиве начинается восстание, организованное радикальными младохивинцами. Впрочем, восстание было вскоре подавлено. 25 декабря Южный отряд войск Амударьинской группы, форсировав под огнём Амударью, занял Новоургенч. После двухдневных боёв войска Джунаид-хана, не сумев отбить город и понеся большие потери, отступили. В это же время Северный отряд начал успешное наступление в районе Нукуса. Успехам красных способствовал Кош-Мамед-хан, присоединившийся к ним вскоре после занятия советскими войсками Куня-Ургенча во главе отряда в 500 всадников-туркменов. Кроме того, Кош-Мамед-хан сумел привлечь на сторону красных 8 туркменских родов во главе с Якши-Гельды, Шамурад-бахши и другими влиятельными вождями. Позже к красным присоединился Гулям-Али, первоначально занимавший выжидательную позицию.
14 января 1920 года Северный отряд овладел городом Порсу. 16 января занят Ильялы, 18 — Ташауз. В это же время Южный отряд, разбив в районе Газавата большой отряд Джунаид-хана, 23 января берёт Бедиркент. 1 февраля 1920 года Саид-Абдулла-хан отрёкся от престола и сдал Хиву красным, в то время как Мухаммед-Курбан сбежал в город Кунград.
После ряда неудач союзники Джунаид-хана из числа казаков и каракалпаков пошли на переговоры с красными, которые увенчались заключением мирного договора 9 февраля 1920 года. Окончательное поражение Джунаид-хан потерпел 29 февраля в бою под Батыр-Кентом, когда его отряд был частично уничтожен, частично рассеян, сам хан бежал в пески Каракумы.

## Продолжение борьбы

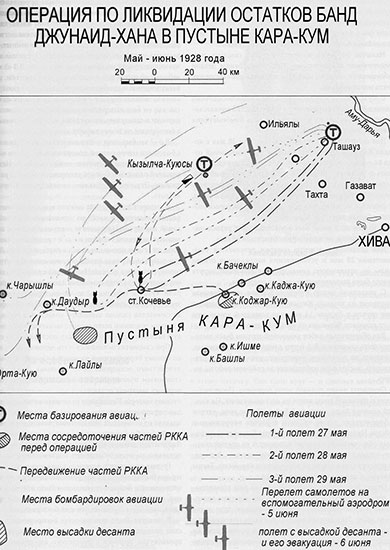
Операция по ликвидации остатков банд Джунаид-хана в пустыне Кара-Кум. Май-июнь 1928 года

В сентябре 1920 года Джунаид-хан, собрав отряд численностью более 1 тысячи человек, вторгается на территорию Хорезмской Народной Советской Республики. быстро захватив Кунград и осадив Нукус. В ноябре 1921 года Джунаид-хан заключает с правительством Хорезмской НСР «согласительный договор единения». Уже в апреле 1922 года он вновь начинает войну, захватив город Порсу. Но уже вскоре среди басмачей Джунаид-хана начинается брожение. 15 мая часть воинов Мухаммеда-Курбана начинают переговоры со штабом 3-го пограничного полка, а 16 мая 150 басмачей сдаются советским властям в урочище Карасач. После этого от первоначальной тысячи у Джунаид-хана осталось всего 120 всадников. Мухаммеду-Курбану приходится бежать в Персию.
В декабре 1923 года Джунаид-хан вновь вторгается на территорию Хорезмской Народной Советской республики. В январе его отряд один за одним захватывает города Ташауз, Мангит, Шават, Газават, Ханки и Хазарасп, после чего начинает осаду Хивы и Новоургенча. Потерпев поражение, в апреле Джунаид-хан возвращается в Персию.
В начале 1925 года Мухаммед-Курбан решил сдаться советским властям. В феврале 1925 года председатель Совнаркома Туркменской ССР К. С. Атабаев на 1-м съезде советов республики объявил, что Джунаид-хан прощён и ему разрешено проживать в родном ауле. В марте Мухаммед-Курбан вместе с группой басмачей прибывает в СССР. Впрочем вскоре он бежал за границу и возобновил борьбу против Советской власти.
В сентябре 1927 года Джунаид-хан вновь вторгся в пределы СССР, сумев захватить ряд районов близ Ташауза, после чего был объявлен вне закона. 2 октября басмачи Джунаид-хана сбивают советский самолёт (лётчик А. Гульян-Рильский, летнаб И. Фомиченко, бортмеханик Козлов), вылетевший на помощь красноармейцам, окружённым в кишлаке Ходжа-Кумез. В ноябре 1927 г. отряд Мухаммед-Курбан разбит и отступил в Персию.
В январе 1929 года отряд Джунаид-хана численностью около 1 тыс. человек перешёл афгано-персидскую границу и двинулся на город Герат Афганистана. После переговоров с властями Джунаид-хан соглашается на разоружение своих басмачей и поселился вместе с ними в окрестностях Герата. Уже в начале апреля Джунаид-хан вновь собирает свой отряд и выступает к афгано-советской границе.
25 апреля 250 семей, проживавших в афганском селении Арбаб-Юсуф, спасаясь от басмачей Джунаид-хана, уходят из Афганистана в СССР. 17 мая помощник Джунаид-хана Шалтай-батыр нелегально пересёк афгано-советскую границу, направляясь в Каракумы. 15 июня сын Джунаид-хана вместе с 70 басмачами прорывается на территорию Советского Туркменистана и на следующий день нападает на советскую погранзаставу Чемоклы-Ченга. К 1 августа численность отряда Джунаид-хана достигает 250 всадников.
В феврале 1931 года басмачи во главе с сыном Джунаид-хана вторгаются на территорию Туркменской ССР из Афганистана. В апреле уже сам Джунаид-хан во главе нескольких басмаческих отрядов вторгается на территорию Красноводского района. Это было последнее крупномасштабное вторжение басмачей в Туркменскую ССР. Одновременно в районе колодца Кизыл-Арвата начинается басмаческое восстание. К концу июня на территории Туркменистана действуют 14 отрядов общей численностью более 2 000 басмачей. Несмотря на активизацию басмачей в Туркменистане, руководство Среднеазиатского военного округа в связи «с разложением басмачества» решает отменить войсковую операцию в пустыне Каракумы и расформировать Красноводский боевой участок. 24 июня 1931 г. 400 басмачей внезапно нападают на город Куня-Ургенч. Гарнизону удаётся укрыться в старой крепости, в то время как город оказывается под властью басмачей. Больница, мельница, почта и ряд других зданий сожжены, ряд советских работников, в том числе научные сотрудники исследовательской экспедиции СредазХлопка убиты. Уже на следующий день подразделения 84-го кавалерийского полка отбивают город. 29 июня басмачи вновь напали на Куня-Ургенч, но были отбиты.
По данным на 25 июля 1931 года на территории Туркменистана действовали 14 басмаческих банд, насчитывающие в своих рядах 46 курбашей и 2 046 рядовых басмачей, вооружённых 2 055 винтовками, 3 пулемётами и 2 миномётами. Оценив угрозу, 28 августа 1931 г. Реввоенсовет Среднеазиатского военного округа решает провести крупномасштабную войсковую операцию по ликвидации басмачества в Туркменской ССР и Хорезмском районе Узбекской ССР. В операции решено было задействовать 4 кавалерийских полка (82-й, 83-й, 84-й и Узбекский), Туркменскую кавбригаду, 2 дивизиона войск ОГПУ (62-й и 85-й), 2 эскадрона (1 гсд и 8 кбр), 2 авиаотряда (35-й и 40-й), 3 автотранспортные роты, курсантов школы войск ОГПУ им. Ленина, 2 бронепоезда, 1 бронелетучку, 10 бронемашин и 5 танкеток. Операция начинается 5 сентября.
На 1 октября 1931 года было ликвидировано главарей: 40 человек, из них убито 12 человек, захвачено 28 человек. Ликвидировано басмачей: 1 847 человек, из них убито 770 человек, захвачено 1 077 человек. Изъято оружия: пулеметов — 2 штуки, оружия — 1 155 единиц, патронов — свыше 20 000 штук
Известный советский военачальник С.Рахимов принимал участие в боевой операции по разгрому отрядов Джунаид-хана, Умара Эфенди, Машаи Фараба.
В декабре Джунаид-хан посылает из Персии 60 басмачей на помощь отряду Ахмед-бека, понёсшему большие потери после сентябрьского разгрома в песках Каракумов.
11 апреля 1933 года в 20 км западнее селения Нефес-Кую захвачен караван с оружием, посланный из Персии Джунаид-ханом курбаши Д. Мурту. С января по сентябрь 1933 года на советскую территорию совершено 60 вооружённых вторжений басмачей из Персии и Афганистана.
Самый известный и влиятельный из лидеров антисоветского движения Туркменистана скончался в 1938 году.